# Robert Dankoff
Robert Dankoff est un professeur émérite d'études ottomanes et turques du Département des langues et civilisations du Proche-Orient de l'Université de Chicago .

## Biographie
Robert Dankoff est né le 24 septembre 1943 à Rochester (New York). En 1964 il a obtenu un baccalauréat ès arts à l'Université Columbia et, en 1971, un doctorat à Harvard. Il a enseigné l'arabe à l'Université Brandeis comme professeur adjoint de 1969 à 1975. Il a enseigné le turc à l'Université de Californie (1976-77) et à l'Université de l'Arizona (1977-1979). Il a rejoint le Département des langues et civilisations du Proche-Orient de l'Université de Chicago en 1979 comme professeur adjoint. Il est ensuite devenu professeur agrégé en 1982 et professeur en 1987. Il y a enseigné le turc, le vieux turc, le turc ottoman, l'azéri et l'ouzbek jusqu'à sa retraite en 2006 .
Ses centres de recherche portent sur la littérature ottomane et la culture turque . Il a publié de nombreux ouvrages sur des textes turcs de l'Asie centrale et de l'Empire ottoman. Il a publié des textes et des traductions de passages du Seyahatname d'Evliya Çelebi.

## Distinctions
- Ordre du Mérite de la République de Turquie, 20 octobre 2008.
- Doctorat honorifique de l'Université Çanakkale Onsekiz Mart, 2021 [4].

## Publications
- An Ottoman Traveller: Selections from the book of Travels by Evliya Çelebi. Eland Publishing, 2011.  (ISBN 1906011583)
- Ottoman Explorations of the Nile: Evliya Çelebi's Map of the Nile and The Nile Journeys in the Book of Travels (Seyahatname). Gingko Library, 2018.  (ISBN 1909942162)
- From Mahmud Kasgari to Evliya Celebi Studies in Middle Turkic and Ottoman Literatures. Gorgias Press, Piscataway, NJ, 2009.  (ISBN 9781463216931)
- An Ottoman Mentality: The World of Evliya Çelebi (Ottoman Empire and Its Heritage, v. 31) (No. 31) (Brill Academic Publishing, 2004)  (ISBN 978-9004137158)[5]
- Armenian Loanwords in Turkish (Harrassowitz, 1995)[6]
- The Intimate Life of an Ottoman Statesman, Melek Ahmed Pasha, (1588-1662: As Portrayed in Evliya Çelebi's Book of Travels. SUNY Press, 1991.  (ISBN 978-0791406410)[7]
- Wisdom of Royal Glory (Kutadgu Bilig): A Turko-Islamic Mirror for Princes by Yusuf Khass Hajib (Publications of the Center for Middle Eastern Studies, 1983)[8]